# Macchina che legge e che scrive

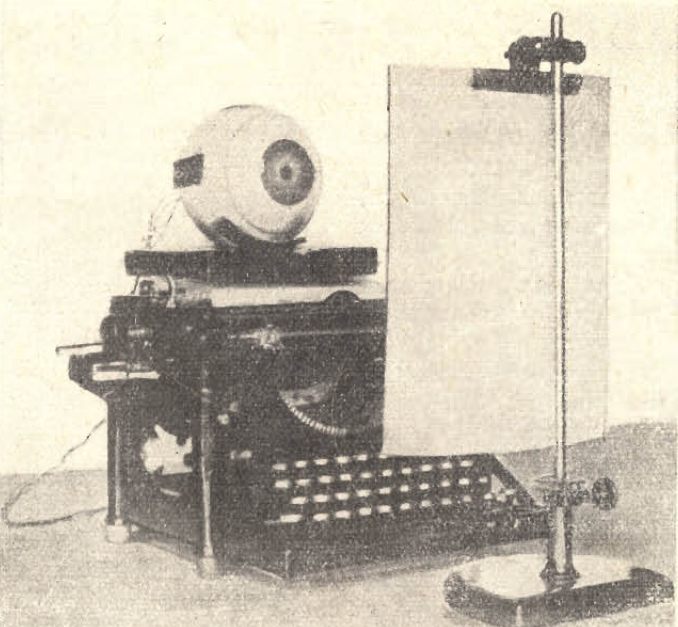
La macchina per leggere e per scrivere pronta all'uso.

La macchina che legge e che scrive (nome originale One-Eyed Machine Stenographer) è un congegno in grado di leggere per poi battere a macchina un testo scritto. Il prototipo fu realizzato nel 1916 dall'ingegnere e inventore statunitense John B. Flowers.

## Descrizione
All'inizio del XX secolo, furono scoperte le proprietà fotoelettriche del selenio che, allo stato cristallino, varia la propria resistenza elettrica in funzione della luce. Questa scoperta stimolò l'immaginazione di alcuni studiosi ed inventori che realizzarono dispositivi come, per esempio, l'optofono di Fournier.

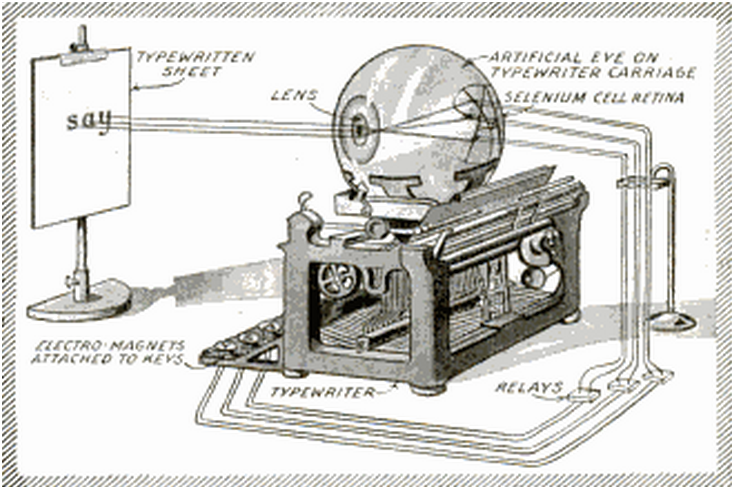
Illustrazione della macchina che legge e che scrive.

L'apparato era caratterizzato da una macchina per scrivere opportunamente modificata: sotto ogni tasti c'era un'elettrocalamita; sopra al carrello c'era un "occhio meccanico"; davanti all'occhio c'era un leggio ad avanzamento verticale.
Per iniziare, Il carrello della macchina veniva sistemato ad inizio corsa, mentre il documento veniva posto sul leggio, in modo da allineare l'occhio meccanico (posto sul carrello) con la prima lettera della prima riga.  Appena veniva azionata la macchina, l'occhio riconosceva la prima lettera ed un impulso elettrico comandava l'elettrocalamita posta sotto il tasto corrispondente che a sua volta azionava il martelletto che batteva il carattere sul foglio. Terminato l'impulso elettrico, Il tasto veniva rilasciato con il conseguente avanzamento del carrello che spostava l'occhio meccanico sul successivo carattere, che a sua volta veniva riconosciuto avanzando così carattere per carattere. Quando il carrello arrivava a fine corsa un impulso elettrico azionava il ritorno di carrello mentre un meccanismo montato sul leggio faceva scorrere il documento verso l'alto. A questo punto il ciclo si ripeteva dalla riga successiva fino a scorrere tutto il documento.

### Funzionamento
Il principio sul quale si basava il congegno era di una semplicità geniale; consisteva nella constatazione che ogni lettera dell'alfabeto ha nella sua forma "caratteristiche individuali" riconducibili ad almeno un "punto caratteristico" che non si confonde con nessun'altra lettera. Quindi, sovrapponendo tutte le lettere una sull'altra, era sempre possibile trovare almeno un punto che contraddistingueva ognuna delle lettere.

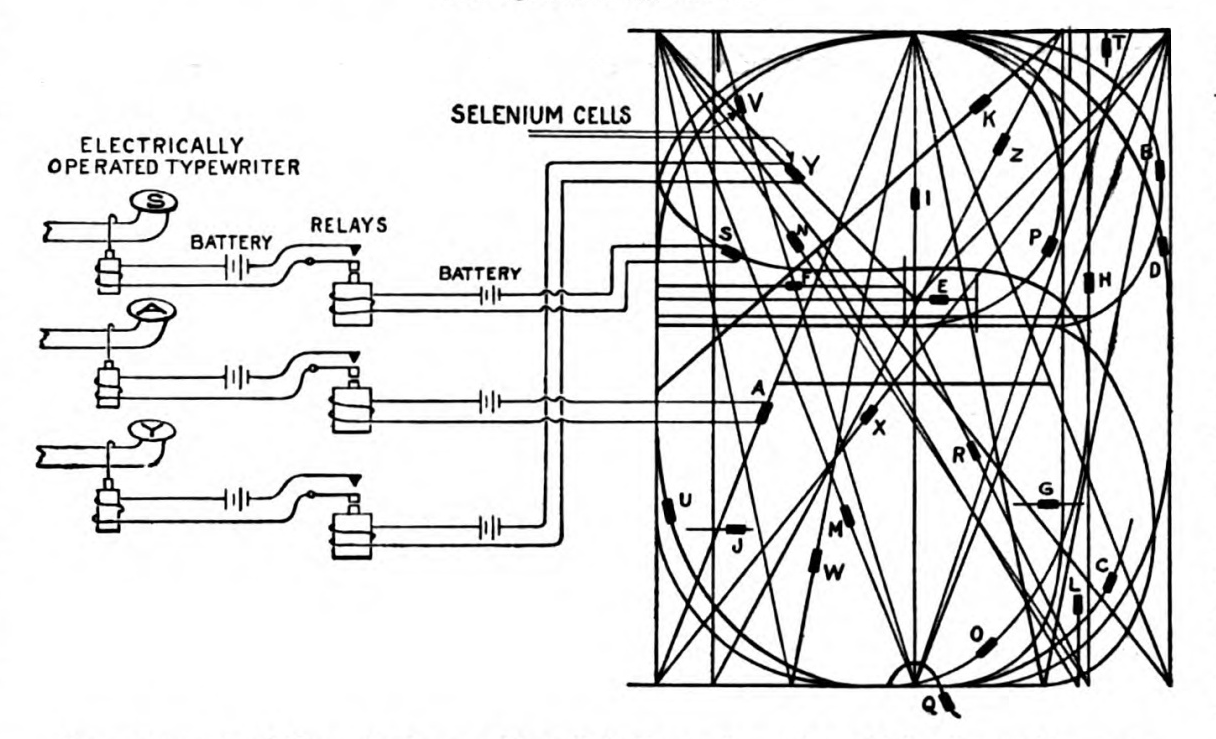
Schema del funzionamento dell'occhio elettro-meccanico: S, cellule di selenio; X, relè che mantengono aperti i circuiti dei tasti, salvo lasciarli chiudere quando le rispettive cellule di selenio sono oscurate dall'immagine della lettera.

Il cuore della macchina era formato da una camera oscura sferica che anteriormente, nel centro, montava una lente convessa e in fondo una sorta di retina costituita da cellule di selenio. La lente aveva il compito di raccogliere i raggi provenienti dallo scritto da copiare, posto dinanzi, e di rifletterne l'immagine capovolta in fondo alla camera. Come si vede dal disegno, il capovolgimento era dovuto all'incrociarsi dei raggi: solo che il punto d'incrocio O non si verificava nel centro della sfera (come rappresentato per semplificare il disegno) ma assai più vicino alla lente. Per rendere anche più sensibile la distanza dell'incrocio dal fondo, la camera in realtà era a sezione ellittica, con l'asse maggiore orizzontale. In questo modo i raggi, deviando, producevano un ingrandimento dell'immagine capovolta. Tale ingrandimento facilitava la costruzione della retina che poteva essere realizzata più grande, con i "punti caratteristici" più distanti l'uno dall'altro e di conseguenza più sicura e sensibile.
Una delle maggiori difficoltà era quella di mantenere l'immagine sempre della medesima grandezza, qualunque fosse il carattere da copiare. A ciò si poteva ovviare rendendo mobile la lente dell'occhio, per avvicinarla od allontanarla all'occorrenza dal centro della sfera o dell'ellissoide.
La retina era formata da una serie di fili metallici (meno complicati che nel disegno) in concomitanza con i punti "caratteristici" di ciascuna lettera. Su tali fili i "punti caratteristici" erano rappresentati da minuscole cellule di selenio, ad ognuna delle quali fanno capo i due fili conduttori. Nella figura schematica, per maggior chiarezza, ogni cellula era inserita in un circuito con una propria batteria, ma di fatto tutte le cellule venivano alimentate da un unico circuito e le diverse distanze delle cellule venivano compensate con delle piccole resistenze supplementari nascoste nel supporto dell'occhio. Ogni circuito delle celle era collegato ad un relè, che nelle normali condizioni era sempre azionato in modo da tenere aperto il circuito di un elettrocalamita posta proprio sotto al tasto della lettera corrispondente. Anche i circuiti delle elettrocalamite (diversamente dal disegno semplificato) venivano alimentati da un unico circuito di alimentazione.

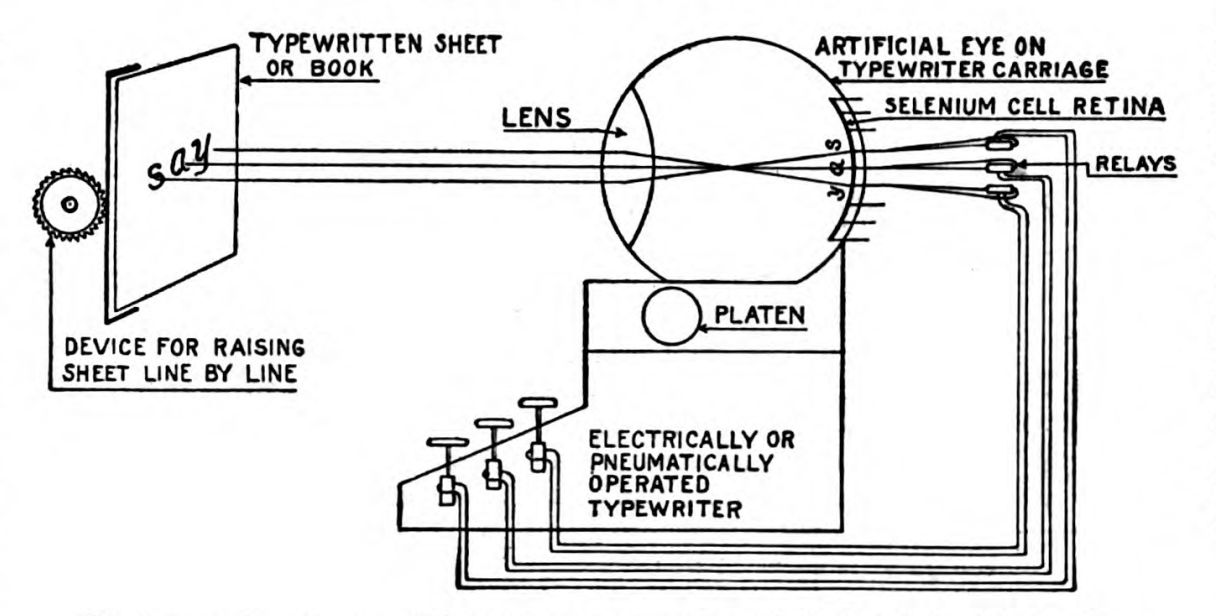
Schema generale della macchina che legge e che scrive: P, pagina da copiare; M, movimento d'orologeria a scappamento elettrico che regola lo spostamento del foglio; O, punto d'incrocio dei raggi, che può essere spostato verso la lente per ingrandire l'immagine rovesciata delle lettere; C, camera oscura a sfera cava o ad ellissoide, per aumentare il percorso dei raggi dopo l'incrocio e quindi l'immagine; R, retina; S, cellule di selenio; F, fili formanti circuito con le cellule congiungendole elettricamente ai relais rispettivi; D, circuiti principali azionanti ognuno un'elettrocalamita (E) comandante un tasto (T); B, rotolo su cui è avvolta la carta da scrivere.

Nel momento in cui davanti all'occhio veniva posto uno stampato qualsiasi, nel campo della lente penetravano le immagini di parecchie lettere, sopra, sotto, a destra ed a sinistra del centro; ma essendo la retina limitata nel fondo dell'occhio, poteva rimanere impressionata soltanto dalla lettera che si trovava sull'orizzontale passante per il centro e per la retina stessa. Se sopra il leggio vi era, ad esempio, la parola inglese say, soltanto la lettera a colpiva la parte sensibile dell'apparecchio. L'impressione avveniva solo quando l'immagine si sovrapponeva al punto caratteristico: ma siccome l'immagine era caratterizzata dal nero sul bianco, essa rappresentava quindi un'ombra in mezzo alla luce. A questo punto, la cellula di selenio, oscurata, aumentava la propria resistenza indebolendo la corrente che la percorreva: non avendo questa l'intensità adatta per mantenere azionato il relè, quest'ultimo chiudeva il circuito dell'elettrocalamita che a sua volta faceva abbassare il tasto sovrastante.
Come mostrato nello schema generale, la macchina dopo aver scritto la lettera s nella parola say, il carrello avanzava facendo passare dinanzi al centro della lente la lettera a; e così sfilavano tutte le lettere di una riga.
In seguito a fine corsa, un impulso elettrico azionava il ritorno di carrello e nello stesso istante (mentre un apposito schermo ricopriva la lente) un meccanismo a scappamento spostava di un dente una ruota dentata montata sul leggio facendo scorrere il documento verso l'alto. Iniziava così la sfilata della riga seguente, e così avanti di riga in riga fino a che la pagina terminava.

### Limitazioni
L'apparecchio fu costruito con lo scopo di copiare lo stesso scritto della macchina per scrivere. Questa particolarità rivela però il difetto più grave dell'apparecchio stesso.
Innanzitutto, come già  accennato, l'influenza dovuta alla grandezza delle lettere: se troppo grandi, ciascuna di esse non era più contenuta nella retina, e il punto dell'immagine corrispondente alla cellula di selenio poteva spingersi fuori dal campo; se troppo piccole, potevano cadere contemporaneamente in parecchie sulla retina, impressionando due cellule ed azionando due tasti, col rischio di rovinare il meccanismo della stampa.
Un altro problema molto più serio, era quello della forma. In tal caso i punti caratteristici corrispondenti della retina e dell'immagine non coincidevano più: come, ad esempio, fra una lettera minuscola e la stessa lettera maiuscola; anche se a ciò si poteva rimediare complicando maggiormente la retina, sorgeva il problema dei vari tipi di caratteri stampati — sia pure quelli comuni di testo — i quali, all'epoca, pur non essendo numerosi (romano, elzevir, bodoniano, ecc), si complicano per le proporzioni rispettive fra la larghezza e l'altezza d'ogni lettera, i corsivi e i neretti.
Sorgeva anche il problema di regolare il movimento del leggio, riducendolo forse a far sfilare solo mezza lettera per volta, sando alla retina trovare nell'una o nell'altra il punto caratteristico: perché, mentre nella macchina da scrivere ogni lettera occupa il medesimo spazio, dalla i resa larghissima alla W resa strettissima; nella stampa comune, invece, accanto alle lettere che potremmo chiamare di larghezza normale (a, b, c, d, e, f, g, h, k, n, o, q, r, s, u, v, x, y, z) ve ne sono altre larghe appena la metà (i, j, l, t), altre una volta e mezza (m, n, e le maiuscole in genere salvo I, J, che sono della grandezza normale per le maiuscole); altre quasi due volte (æ, œ, M, W ed anche più Æ, Œ).
Quanto allo scritto a mano, non si poteva nemmeno immaginare di riprodurlo in tal modo, quindi l'utilità immediata dell'invenzione già allora era discutibile.

### Conclusioni
La macchina venne descritta in Italia per la prima dalla rivista scientifica La scienza per tutti in una sua pubblicazione del 1º giugno 1916. La redazione della rivista, pur riconoscendo la genialità della macchina, definì discutibile la sua utilità immediata, ma concluse l'articolo con la seguente frase:
Infatti solo pochi decenni dopo, dalla fine degli anni sessanta ad oggi, l'estrazione delle "caratteristiche individuali" dei caratteri, anche se in modo euristico, è stato studiato e utilizzato alla base dei sempre più complessi algoritmi nei software OCR.